# Aphrodisium convexicolle
Aphrodisium convexicolle es una especie de escarabajo longicornio del género Aphrodisium, tribu Callichromatini. Fue descrita científicamente por Gressitt & Rondon en 1970.
Se distribuye por Laos. Mide 27,2 milímetros de longitud. El período de vuelo ocurre en el mes de mayo.